# Listă de scriitori andorrani
Aceasta este o listă de scriitori andorrani.

## A
- Bonaventura Riberaygua i Argelich

## B
- Joan Benlloch i Vivó

## C
- Ramon Villeró Castellá

## F
- Antoni Fiter i Rossell

## G
- Michèle Gazier

## M
- Antoni Morell

## T
- Juli Minoves Triquell

## V
- Ricard Fiter Vilajoana